# لیپر (پنسیلوانیا)
لیپر (به انگلیسی: Leeper) یک منطقهٔ مسکونی در ایالات متحده آمریکا است که در شهرستان کلریان، پنسیلوانیا واقع شده‌است. لیپر ۱٫۳۶ کیلومتر مربع مساحت و ۱۵۸ نفر جمعیت دارد و ۴۹۸٫۰۵ متر بالاتر از سطح دریا واقع شده‌است.